# Теракт в Клоуди
Террористический акт в Клоуди (англ. Claudy bombing, деревня в графстве Лондондерри) был совершён в понедельник, 31 июля 1972 года, когда утром на Мэйн-Стрит на воздух взлетели три автомобиля. В результате взрыва погибло 9 человек и было ранено 30. Этот понедельник в Клоуди был прозван «кровавым» по аналогии с Белфастским «кровавым воскресеньем». Незадолго до взрыва организаторы теракта отправили предупреждение о готовящемся взрыве, но из-за того, что телефонная станция утром не работала, в городе об этом не узнали.
В организации взрыва обвинялось «временное» крыло ИРА, но ирландские повстанцы отвергали все обвинения и заявляли, что ни одно подразделение ИРА ко взрыву не было причастно. Только 24 августа 2010 года, после восьмилетнего расследования, начальник Полицейской службы Северной Ирландии официально заявил, что исполнителем теракта был католический священник отец Джеймс Чесни, один из боевиков ИРА и член штаба бригады Южного Дерри, и что сам факт его участия скрывался полицией, правительством и высшим ирландским духовенством Римско-католической церкви.

## Взрыв
В понедельник 31 июля 1972 года в 4 часа утра по Гринвичу британская армия начала операцию «Мотормэн» с целью восстановления контроля над запретными зонами, которые были заняты ирландскими республиканскими полувоенными формированиями, базировавшимися в Белфасте и Дерри. По версии следствия, взрыв в Клоуди был ответным актом ирландцев на действия британской армии. Примерно в 10:00 в центре Клоуди были заминированы три автомобиля: в то время на улице было много людей, которые шли в магазины за покупками. По версии полицейских, один из автомобилей выехал из Клоуди как раз в 10:00, остановившись в деревне Фини (англ. Feeny). Из автомобиля вышел пассажир, который зашёл в телефонную будку и попытался куда-то позвонить, но в то время телефонная станция звонки не принимала. После этого автомобиль прибыл в Дангивен на Мэйн-Стрит, и уже два человека пытались дозвониться в разных магазинах, однако и там телефонная связь не работала. Только тогда двое обратились в полицию Дангивена с целью сообщить, что в Клоуди были заложены бомбы, однако сделали они это слишком поздно.
В 10:15 на воздух взлетел угнанный Ford Cortina близ бара «Макэлинни» и магазина на Мэйн-Стрит. В результате взрыва погибли шесть человек, в том числе двое детей (8-летняя девочка и 15-летний мальчик). Вторая бомба была спрятана внутри Austin Mini Van, припаркованного у здания почты, но полицейский вовремя её обнаружил и срочно начал эвакуацию людей с Чёрч-Стрит. В 10:30 на воздух взлетел ещё один Austin Mini Van, стоявший близ гостиницы «Бофорт», и в то же время у здания почты взорвалась та самая вторая бомба. От взрыва погибли ещё трое человек, в том числе 16-летний юноша, который пострадал после первого взрыва.

## Расследование

### Королевская полиция Ольстера
Бригада Дерри из «временного» крыла ИРА отрицала факт причастности к атаке, однако в 2002 году депутат Парламента Северной Ирландии и один из основателей Социал-демократической и лейбористской партии Айвэн Купер заявил, что к теракту причастны именно ирландские повстанцы, а исполнителем был католический священник Джеймс Чесни из Десёртмартина:

Спустя пару дней около одного из моих избирательных участков появился мужчина, который прятался, словно перепуганный кролик. Он сказал мне, что ИРА стоит за терактом, и у меня были все основания ему доверять. Имён он не называл, да и я их не спрашивал. Так всё и было. Знать слишком много было опасно. Но спустя несколько месяцев я узнал имена, и у меня не осталось сомнений, что здесь был замешан отец Джим Чесни.
Оригинальный текст (англ.)Within a couple of days, a man lurked like a scared rabbit outside one of my constituency offices. He told me the IRA was behind the bomb and I had every reason to believe him. He gave no names and I asked no names. That is the way it was then. It was dangerous to know too much. But several months later, I became aware of the identities and I have absolutely no doubt that Father Jim Chesney was involved.

Марка автомобиля и цвет, на котором приехали те, кто пытался оставить предупреждение о заложенной бомбе, были довольно редкими в Северной Ирландии. В первую неделю августа 1972 года Королевская полиция Ольстера задержала человека, у которого была точно такая же машина. Он заявил, что в момент взрыва находился в местечке Беллахи в доме у Чесни, что подтвердил сам Чесни. Задержанного отпустили, но, согласно отчёту омбудсмена полиции, в сентябре 1972 года полиция остановила автомобиль Чесни, и полицейская собака обнаружила в машине следы взрывчатки. Появились подозрения, что задержанный — член ИРА, который осуществил взрыв, а организатором теракта был Чесни, состоявший в Бригаде Южного Дерри. В октябре 1972 года полиция установила, что Чесни сформировал отдельную группировку в составе ИРА. Вскоре его допросили епископы Дерри Нейл Фаррен и Эдвард Дели, и на обоих допросах Чесни отверг свою причастность к теракту. С июля по ноябрь 1972 года в Каллионе Чесни продолжал службу, пока не был отправлен в больницу и в санаторий в графстве Донегал. В декабре 1973 года он перебрался в округ Конвой. Хотя он неоднократно пересекал границу с Ирландией, полиция больше его не допрашивала. В 1980 году Чесни скончался на 47-м году жизни после долгой борьбы против рака.

### Полицейская служба Северной Ирландии
Кроме Чесни, никто не попадал под подозрение, так что дело могли закрыть, но в 2002 году Полицейская служба Северной Ирландии продолжила расследование. Полиция рассекретила ряд документов, в которых госсекретарь Северной Ирландии Уильям Уайтлоу обсуждал с кардиналом Уильямом Конуэем причастность Чесни ко взрыву. Анализировались также действия ещё двух католических священников, Патрика Фелла и Джона Бёрнза. 30 ноября 2005 года Полицейская служба объявила, что задержаны четверо людей, которые могли иметь отношение ко взрывам, но уже на следующий день их отпустили без предъявления обвинений. Среди задержанных был Фрэнси Бролли, член Ассамблеи Северной Ирландии от партии Шинн Фейн, который подал в суд на полицию.

### Доклад начальника полиции
24 августа 2010 года начальник полиции Северной Ирландии Ал Хатчинсон опубликовал отчёт о расследовании, в котором утверждал, что факт причастности отца Джеймса ко взрыву тщательно замалчивали как британское правительство, так и Римско-католическая церковь:

Арест священника в связи с такой эмоциональной жестокостью в то время, когда невозможно было контролировать ситуацию в связи с убийствами на почве межрелигиозной ненависти в Северной Ирландии, а провинция оказалась на грани гражданской войны, нагнал страху стараниями высокопоставленных чиновников, словно с целью ещё сильнее усугубить ситуацию. Поэтому было заключено соглашение за закрытыми дверями о переводе отца Чесни из этой провинции во избежание разжигания межрелигиозной розни.
[…]
Решение Королевской полиции Ольстера обратиться к правительству, чтобы решить вопрос с Церковью и затем принять последствия, оказалось ошибочным. Именно оно привело к тому, что в результате теракта погибли одни люди, были ранены другие и перенесли шок третьи. Было утрачено также доверие к тем сотрудникам полиции, которые расследовали дело. Я признаю, что 1972 год стал самым худшим за историю Смуты, а арест священника мог бы подставить под вопрос всю безопасность. Но вместе с тем я признаю, что невозможность полиции привлечь к ответственности любого, кто подозревался в совершении терактов, привела к серьёзным последствиям.
Оригинальный текст (англ.)The arrest of a priest in connection with such an emotive atrocity at a time when sectarian killings in Northern Ireland were out of control and the province stood on the brink of civil war was feared, by senior politicians, as likely to destabilise the security situation even further. A deal was therefore arranged behind closed doors to remove Fr Chesney from the province without provoking sectarian fury.
[...]

The RUC's decision to ask the government to resolve the matter with the Church and then accept the outcome, was wrong. The decision failed those who were murdered, injured and bereaved in the bombing. The police officers who were working on the investigation were also undermined. I accept that 1972 was one of the worst years of the Troubles and that the arrest of a priest might well have aggravated the security situation. Equally, I consider that the police failure to investigate someone they suspected of involvement in acts of terrorism could, in itself, have had serious consequences.

В отчёте содержалось следующее:
- Детективы знали, что отец Чесни был одним из разработчиков операций ИРА в южной части графства Лондондерри и был непосредственно причастен ко взрывам в Клоуди и другим терактам[11].
- Запрос на арест Чесни был отклонён заместителем главы Королевской Ольстерской полиции, который мотивировал это тем, что ситуация находится под контролем[11]. Сам он лично обращался к правительству с вопросом о том, какие последствия может повлечь арест этого священника (в том числе и для церкви)[11].
- В декабре 1972 года Уильям Уайтлоу встретил главу католической церкви Ирландии кардинала Уильяма Конуэя для обсуждения ситуации. Согласно рассекреченным документам, кардинал подтвердил, что священник был по крайней мере «очень плохим человеком», и пообещал разобраться в его деле. Лидер церкви даже предложил перевести Чесни в Донегал. В ответ на это глава полиции сэр Грэм Шиллингтон предложил отправить священника в графство Типперэри (Республика Ирландия)[11].
- 4 декабря 1972 года в своём дневнике Конуэй отметил, что встречался с Уайтлоу и обсуждал с глазу на глаз дело «К» (то есть Клоуди)[11].
- Через два месяца в дневнике кардинал отметил, что поговорил с отцом Джеймсом, а тот получил приказы не покидать своего места до распоряжений сверху[11].

В настоящий момент никого из перечисленных выше трёх свидетелей уже не осталось в живых: в 1977 году умер Конуэй, в 1999 году скончался Уайтлоу, а в 2001 году не стало Шиллингтона.

## Память
- В 2000 году на Мэйн-Стрит был установлен памятник погибшим в виде стоящей на коленях девочки. Автор памятника — Элизабет Маклафлин. Рядом с монументом установлена стела со списком жертв теракта[17]. 20 октября 2006 вандалы причинили вред памятнику, сбросив его с каменного постамента[18].
- В 2004 году в Белфасте лоялистами было нарисовано памятное граффити, на котором изображён в маске Джеймс Чесни, держащий в руках крест и бомбу[19].
- В 2012 году на выступлении в 40-ю годовщину теракта заместитель премьер-министра Северной Ирландии Мартин Макгиннесс, который в своё время сам занимал высокую должность во «временном» крыле ИРА, заявил, что общество должно приложить все усилия, чтобы подобная трагедия впредь не повторялась никогда:

Несправедливо, что 31 июля 1972 года в Клоуди погибли одни люди и были ранены другие. События того дня были ужасными и не имевшими никакого оправдания, их не должно было произойти. Все невинные люди, которые погибли или были ранены в этой тихой деревушке 40 лет назад, должны заставить всё наше общество сделать всё, чтобы подобные ужасные события больше не повторялись.
Оригинальный текст (англ.)The deaths and injuries caused in Claudy on 31 July 1972 were wrong. The events of that day were appalling and indefensible and they should not have happened. All of the deaths and injuries inflicted on totally innocent people in this quiet village 40 years ago should motivate everyone in our society to ensure such terrible tragedies never happen again.